# سد الکفره
سد الکفره (عربی: سد الكفرة) (سد الوثنیین) عبارت است از یک سد درست شده با کلوخ و خاک که در دره الجراوی در صحرای شرقی در فاصله ۱۰ کیلومتری جنوب شرق حلوان در استان قاهره در مصر قرار دارد.

## تاریخچه
این سد توسط مصری‌های قدیم، تقریباً در سال ۲۶۵۰ قبل از میلاد برای جلوگیری از سیل درست شده بوده‌است. در زمان خودش بزرگترین سد بوده‌است. ساختن این سد هیچگاه تمام نگردید، ساختن آن نزدیک به ده الی دوازده سال قبل از اینکه یک سیل بنیان کن آن را ازبین ببرد بطول انجامید.

## اکتشاف
این سد که مصری‌ها آن را به اسم سد الکفره می‌شناسند و به این اسم معروف است و شهرت دارد در زمان‌های بسیار قدیم درست شده‌است به اعتقاد مصری‌ها این سد را مصری‌ها قبل از وارد شدن اسلام به مصر ساخته‌اند.
اکتشاف آن به جهانگردی آلمانی به نام یورگ اوگست اشفاینفورت در سال ۱۸۸۵ برمی‌گردد.